# دختران بدجنس
دختران بدجنس (انگلیسی: Mean Girls) فیلمی در ژانر کمدی نوجوانانه به کارگردانی مارک واترز است که در سال ۲۰۰۴ منتشر شد. داستان آن دربارهٔ قلدری و زورگویی در دبیرستان است.

## خلاصه داستان
کیدی هرن (لیندزی لوهان) دختر والدینی جانورشناس است و در آفریقا بزرگ شده. او وارد دنیای جدیدی می‌شود و قانون جنگل در این دنیا معنای جدیدی پیدا می‌کند. او که تا ۱۶ سالگی در خانه درس خوانده، حالا باید برای اولین بار به دبیرستان عمومی برود و با سلاح‌های روانی و قوانین نانوشتهٔ دنیای دختران نوجوان امروزی روبرو شود.

## بازیگران
- لیندزی لوهان
- ریچل مک‌آدامز
- لیزی کاپلان
- لیسی چابرت
- آماندا سایفرد
- تینا فی
- جاناتان بنت
- تیم مدوز
- ایمی پولر
- آنا گستایر